# Pirolito
Ilídio José Panzo, surnommé Pirolito, est un footballeur angolais né le 7 avril 1993  à Luanda. Il évolue au poste de milieu de terrain à l'Interclube.

## Carrière
- 2012- : Interclube ( Angola)[1]